# Дюпон де л’Эр, Жак-Шарль
Жак-Шарль Дюпо́н де л’Эр (фр. Jacques Charles Dupont de l'Eure; 27 февраля 1767, Ле-Нёбур, Верхняя Нормандия — 2 марта 1855, Руж-Перрье, департамент Эр) — французский политик и государственный деятель; с 24 февраля по 9 мая 1848 года возглавлял кабинет министров Второй республики, став её первым премьер-министром.

## Биография
Жак-Шарль Дюпон де л’Эр во время Первой Республики и Первой империи работал в судебной системе в Лувье, Руане и Эврё.
Свою политическую карьеру Дюпон начал членом Совета пятисот, затем членом Законодательного корпуса, членом и во время Ста дней вице-президентом французского парламента, к либеральному меньшинству которого он принадлежал во время реставрации Бурбонов.
После Июльской революции 1830 года Дюпон де л’Эр сделался министром юстиции, но скоро вышел в отставку и ввиду все более и более консервативной политики нового июльского правительства снова вступил в ряды оппозиции.
24 февраля 1848 года он был провозглашён членом временного правительства и председательствовал в совете министров, но ни в это время, ни в качестве члена Учредительного собрания не играл выдающейся роли из-за преклонных годов.
Жак-Шарль Дюпон де л’Эр на протяжении всей жизни пользовался репутацией безукоризненно честного труженика. Его последовательность в защите дела конституционного либерализма принесли ему уважение многих своих соотечественников. Дюпон даже получил прозвище «Аристид французской трибуны».
Жак-Шарль Дюпон де л’Эр скончался в возрасте восьмидесяти восьми лет в департаменте Эр.